# Praça da Cidade do Salvador
Praça junto ao Oceano Atlântico que divide as cidades do Porto e Matosinhos.

## Origem do nome
A designação data de 1948 e pretende homenagear a cidade de Salvador, capital do estado brasileiro da Baía.

## Pontos de interesse
- She Changes ou A Anémona, como é popularmente conhecida, escultura gigante da norte-americana Janet Echelman, no centro da praça.[2]

## Acessos
- Estação Matosinhos Sul (750 m para N)
- Linhas: 205, 500, 501 e 502 dos STCP.